# Список умерших в 768 году

## Июнь
- 2 июня — Вайфар, герцог Аквитании (748—768).

## Август
- 20 августа — Эдберт, король Нортумбрии (737—758).

## Сентябрь
- 24 сентября — Пипин Короткий, майордом франков (Пипин III) (741—751), первый король франков из династии Каролингов (751—768).

## Октябрь
- 7 октября — Константин II, Архиепископ Константинополя — Нового Рима и Вселенский Патриарх (754—766).

## Дата смерти неизвестна или требует уточнения
- Дуб-Индрехт мак Катайл, король Коннахта (764—768).
- Косма I, Папа и Патриарх Александрийский и всего Египта (727—768).
- Паган, хан Болгарии (767—768).
- Ремистан Аквитанский, граф в Аржантоне и половине графства Бурж (766—768).
- Фруэла I Жестокий, король Астурии (757—768).
- Яшун-Балам IV, правитель Пачанского царства цивилизации майя (751/752—768).